# Rodolphe Poma
Rodolphe Joseph Poma (* 12. Oktober 1885 in Gent; † 1954) war ein belgischer Ruderer, der 1908 Olympiazweiter wurde und dreimal bei Europameisterschaften siegte.
Rodolphe Poma ruderte für die Koninklijke Roeivereniging Club Gent. Dieser Verein stellte mehrfach den Achter, der Belgien bei den Europameisterschaften vertrat. Von 1897 bis 1910 gewann der belgische Achter zwölfmal den Titel bei den Europameisterschaften, lediglich 1905 und 1909 siegte das französische Boot. Rodolphe Poma saß 1906, 1907 und 1908 im siegreichen Boot. Im Vierer mit Steuermann belegte er 1908 und 1909 den zweiten Platz.
Bei den Olympischen Spielen 1908 in London traten im Finale der vier Bootsklassen jeweils zwei Boote gegeneinander an. Der Genter Achter mit Rodolphe Poma erreichte mit einem Sieg über das Boot der University of Cambridge als einziges ausländisches Boot ein Finale und unterlag dort der Crew vom Leander Club.